# Trypogeus aureopubens

Trypogeus aureopubens (лат.) — вид жуков-усачей рода Trypogeus из подсемейства Dorcasominae. Юго-Восточная Азия: Китай (Yunnan), Таиланд.

## Описание
Среднего размера жуки-усачи (длина самцов 10—14 мм, ширина около 4 мм; длина самок 14—16 мм, ширина около 5 мм), желтовато-коричневого цвета. Усики коричневые с красноватыми 1—3 члениками и белыми 10—11 сегментами. Усики достигают конца надкрылий. Пронотум субцилиндрический, слегка шире своей длины. Надкрылья узкие. Вид был впервые описан в 1913 году, а его валидность подтверждена в 2015 году в ходе родовой ревизии, проведённой испанским энтомологом Эдуардом Вивесом (Eduard Vives, Museu de Ciuències Naturals de Barcelona, Террасса, Испания).